# 马里卡
马里卡是巴西里约热内卢州的一个市镇。总面积362平方公里，总人口123492人，人口密度341.1人/平方公里。